# 赫羅布勒斯達爾

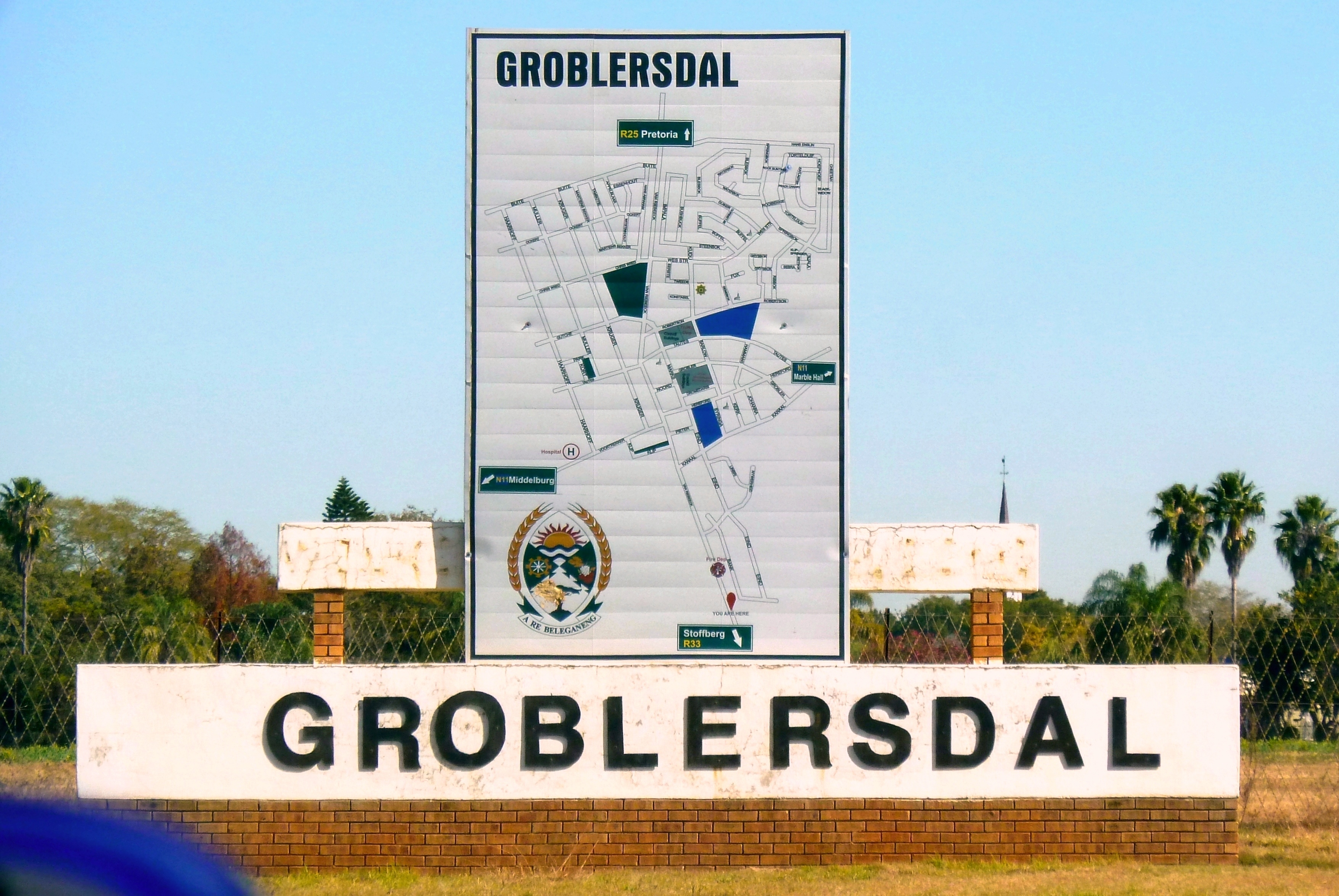
格羅布勒斯達爾

赫羅布勒斯達爾是南非林波波省的城鎮，位於該國東北部，面積6.26平方公里，主要農產品有棉花、煙草、柑橘、葡萄、玉米、小麥、蔬菜等，2001年人口2,480，人口密度每平方公里400人。

## 外部連結
- Greater Sekhukhune District Municipality